# Marcigny-sous-Thil

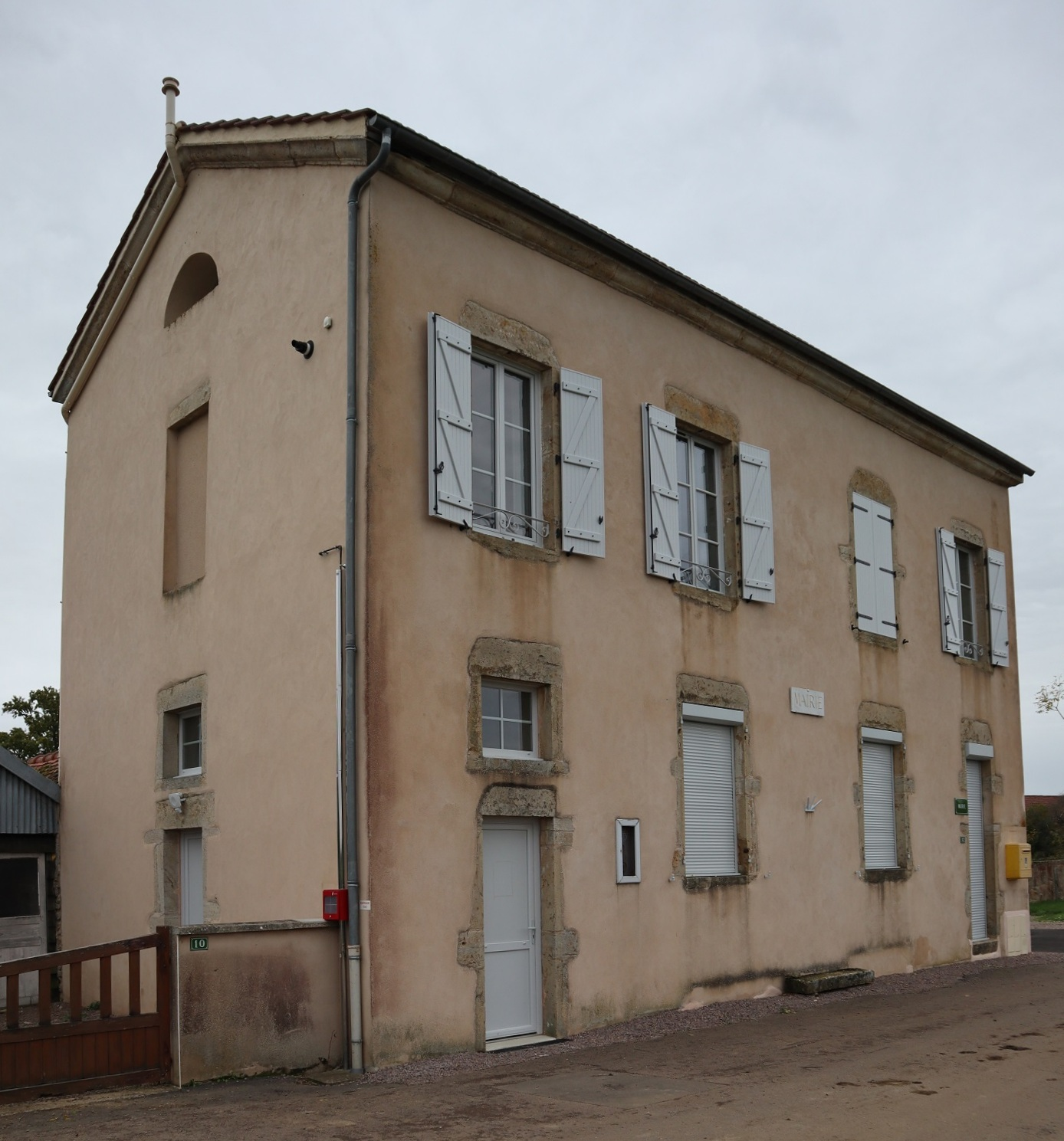
Rathaus

Marcigny-sous-Thil ist eine französische Gemeinde mit 55 Einwohnern (Stand 1. Januar 2022) im Département Côte-d’Or in der Region Bourgogne-Franche-Comté. Sie gehört zum Kanton Semur-en-Auxois in der Verwaltungsregion Bourgogne-Franche-Comté.
Nachbargemeinden sind Brianny im Norden, Braux im Osten, Clamerey im Süden und Nan-sous-Thil im Westen.

## Bevölkerungsentwicklung
| Jahr                       | 1962 | 1968 | 1975 | 1982 | 1990 | 1999 | 2008 | 2016 |
| -------------------------- | ---- | ---- | ---- | ---- | ---- | ---- | ---- | ---- |
| Einwohner                  | 70   | 67   | 68   | 65   | 43   | 48   | 59   | 65   |
| Quellen: Cassini und INSEE |      |      |      |      |      |      |      |      |